# Inamic din spațiu
Quatermass 2 (cunoscut în SUA ca: Enemy From Space) este un film SF britanic din 1957 regizat de Val Guest. În rolurile principale joacă actorii  Brian Donlevy, John Longden, Sid James, Bryan Forbes, William Franklyn și Vera Day.

## Actori
- Brian Donlevy: Bernard Quatermass
- John Longden: ispettore Lomax
- Sidney James: Jimmy Hall
- Bryan Forbes: Marsh
- William Franklyn: Brand
- Vera Day: Sheila
- Charles Lloyd Pack: Dawson
- Tom Chatto: Broadhead
- John Van Eyssen: il P.R.O.
- Percy Herbert: Gorman
- Michael Ripper: Ernie
- John Rae: McLeod
- Betty Impey: Kelly